# Edwin Warfield
Edwin Warfield, född 7 maj 1848 i Howard County, Maryland, död 31 mars 1920 i Baltimore, Maryland, var en amerikansk demokratisk politiker. Han var guvernör i delstaten Maryland 1904–1908.
Warfield arbetade som lärare samtidigt som han studerade juridik. År 1890 gifte han sig med Emma Nicodemus. Paret fick tre döttrar och en son. Warfield arbetade som advokat i Ellicott City och var senare verksam som affärsman.
Warfield efterträdde 1904 John Walter Smith som guvernör och efterträddes 1908 av Austin Lane Crothers. Presbyterianen Warfield avled 1920 och gravsattes på en familjekyrkogård i Howard County.